# William Gibson
Pour les articles homonymes, voir William Gibson (homonymie) et Gibson.
Ne pas confondre avec le dramaturge américain William Gibson.
Œuvres principales
- Neuromancien
- La Machine à différences
- Lumière virtuelle
- Identification des schémas
- Gravé sur chrome

William Gibson, né le 17 mars 1948 à Conway en Caroline du Sud, est un écrivain américain de science-fiction et l'un des leaders du mouvement cyberpunk.

## Biographie
William Gibson est né en 1948 à Conway, près de Myrtle Beach en Caroline du Sud. Il a entre six et huit ans lorsque son père (employé à la construction du complexe de recherche atomique de Oak Ridge) meurt en s'étouffant accidentellement. Sa mère décide alors de revenir s'installer dans sa famille à Wytheville, une bourgade en Virginie. William Gibson vit ce déménagement comme un bond en arrière dans le passé. Introverti et assez mal intégré à la communauté locale, il devient un lecteur acharné et travaille à se créer ce qu'il appellera plus tard « une personnalité lovecraftienne ».
Sa mère a beaucoup de mal à l'élever seule. Surmontant avec difficulté son veuvage, elle décide en 1963 d'envoyer son fils en pension, à des milliers de kilomètres de chez lui, en Arizona. Un nouveau traumatisme que Gibson surmonte, une fois encore, par la lecture. Par hasard, en croyant acheter un roman de science-fiction, il découvre les auteurs de la beat generation. En lisant Kerouac, Ginsberg, Burroughs, il va découvrir la contre-culture.
En 1966, sa mère meurt d'un accident vasculaire cérébral. Gibson a 18 ans, et voit ainsi se matérialiser l'une de ses pires angoisses. Désormais orphelin, il quitte l'école sans même passer son diplôme de fins d'études, et survit en revendant aux citadins des brocantes qu'il va chiner à la campagne.
En 1967, il s'enfuit au Canada pour éviter d'être envoyé au Viêt Nam et s'installe en 1972 à Vancouver. Il y reprend mollement ses études, voyage beaucoup et se marie. En 1977, ses études de littérature anglaise à l'université de la Colombie-Britannique sur le point de s'achever, il voit sans grand enthousiasme la perspective d'avoir à se lancer dans le monde du travail. C'est à cette époque qu'il redécouvre sa vieille passion pour la science-fiction, qui vient se greffer sur l'émergence d'une mouvance culturelle nouvelle : le punk. Il décide de devenir écrivain.
Désillusion, défiance du capitalisme, constat d'échec patent de la Contre-Culture, tout cela va l'entrainer vers une fiction sombre, en accord avec sa vision du monde. Une vision qu'il n'est pas le seul à avoir. D'autres jeunes auteurs partagent son point de vue. Comme lui ils portent un regard très critique sur la science-fiction. Fédérés autour du fanzine Cheap Truth, édité et distribué gratuitement par Bruce Sterling, un mouvement informel se crée. Si tous les intervenants signent sous pseudonymes, on y retrouve des plumes comme Pat Cadigan, Rudy Rucker, Marc Laidlaw, Lewis Shiner, et Sterling lui-même, qui se retrouve, de fait, la tête pensante du mouvement.
Gibson, comme les autres, commence à écrire des nouvelles qui attirent l'attention. Ses premiers écrits sont des histoires futuristes sur des sujets comme l'influence de la cybernétique et de la réalité virtuelle alors émergente sur la race humaine dans un futur imminent. Surfant sur les styles punk et gothique de l'époque. La thématique du bidonville underground high-tech apparaît dès sa première nouvelle publiée, Fragments of a Hologram Rose en 1977. Dans les années 1980 ses fictions se développent sur le mode du film noir ; des nouvelles publiées dans le magazine Omni, comme Johnny Mnemonic ou Gravé sur chrome, commencèrent à esquisser les thèmes qu'il développera dans son premier roman, Neuromancien.

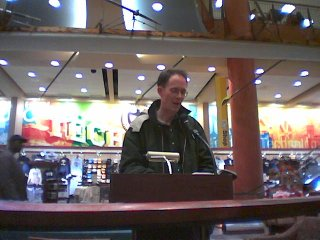
William Gibson le 27 septembre 2004.

Constatant une certaine cohérence dans les thématiques, ce mouvement informel va prendre, sous la plume des critiques de l'époque, et notamment de Gardner R. Dozois, le rédacteur en chef de Asimov SF Magazine, le nom de « Cyberpunk ».
C'est Gibson, avec Neuromancien, qui décroche le premier un immense succès littéraire. Succès qui va faire de lui la figure de proue du Cyberpunk. Neuromancien fut le premier roman à gagner les trois prix littéraires majeurs de la science-fiction : le prix Nebula, le prix Hugo et le prix Philip-K.-Dick. Les deux romans suivants complétèrent ce qui sera sa première trilogie communément appelée la Trilogie de la Conurb : Comte Zéro et Mona Lisa s'éclate. La seconde trilogie de William Gibson, appelée la Trilogie du Pont, se situe dans la ville de San Francisco dans un futur proche, mais évite les thèmes récurrents de l'auteur tels que la transcendance technologique, physique et spirituelle pour aborder un genre plus factuel que la première trilogie. Les trois romans de cette seconde trilogie sont : Lumière virtuelle, Idoru et All Tomorrow's Parties.
Plus récemment, William Gibson s'est quelque peu éloigné du genre des dystopies fictionnelles qui le rendirent célèbre pour davantage privilégier un style d'écriture plus réaliste, troquant les sauts narratifs caractéristiques de sa première manière contre un flux d'écriture plus continu. Mais il se focalise toujours sur les changements technologiques et leurs conséquences funestes et moins prévisibles sur la société.
Parallèlement à ses œuvres publiées par les moyens conventionnels, il écrivit Agrippa (en) (A Book of the Dead), un poème électronique publié en 1992. Ce poème traitait de la nature éthérée des souvenirs (le titre faisant référence à un album photo), écrit en 1992 pour un livre d'artistes conçu en coopération avec le peintre Dennis Ashbaugh (en) et l'éditeur Kevin Begos. Le livre était composé d'une disquette auto-effaçante conçue pour ne permettre qu'une seule lecture de l'œuvre. Comme William Gibson l'avait dit dans son blog, la disquette devait se « manger elle-même » après avoir été lue. Ensuite, le poème a été publié sur internet. William Gibson commença à rédiger son blog à partir de 2003 qui resta actif jusqu'en 2005, avec une seule grosse coupure. Gibson écrivit également quelques éléments d'anticipation pour Alien³ dont certains furent intégrés au film du même nom.
Deux de ses nouvelles ont été portées à l'écran : Johnny Mnemonic en 1995 (sous le même titre), avec Keanu Reeves, et New Rose Hotel (en) en 1998 (sous le même titre également), avec Christopher Walken, Willem Dafoe et Asia Argento. William Gibson écrivit également en collaboration avec son ami Tom Maddox deux épisodes de la série X-Files : Clic mortel (Kill Switch) (saison 5) et Maitreya (First Person Shooter) (saison 7). Il fit par ailleurs une apparition à l'écran dans la mini-série Wild Palms, une série largement influencée par l'œuvre de Gibson et d'autres auteurs cyberpunk.
William Gibson, inventeur du terme cyberespace, a reçu à ce titre un doctorat honorifique de sciences humaines, décerné par l'université de Coastal Carolina, à Conway.
No Maps for These Territories, un documentaire de Mark Neale, centré sur la vision du monde de William Gibson, a inauguré le XXIe siècle, au Festival international du film de Vancouver, en octobre 2000.

## Citations de l'auteur
- « Je crois que j'ai passé exactement autant de temps à écrire qu'un Américain moyen de mon âge a passé de temps devant la télévision, et c'est peut-être là, plus que nulle part ailleurs, que réside le véritable secret. »

« I suspect I have spent just about exactly as much time actually writing as the average person my age has spent watching television, and that, as much as anything, may be the real secret here. »
(Extrait de la brève autobiographie tirée de son site web)
- « Toute technologie émergente échappe spontanément à tout contrôle et ses répercussions sont imprévisibles. »

« Emergent technology is, by its very nature, out of control, and leads to unpredictable outcomes. »
(Extrait d'un entretien donné lors du Directors Guild of America's Digital Day, Los Angeles, le 17 mai 2003)
- « […] j'ai senti que j'essayais de décrire un présent impensable, mais en réalité je sens que le meilleur usage que l'on puisse faire de la science-fiction aujourd'hui est d'explorer la réalité contemporaine au lieu d'essayer de prédire l'avenir… La meilleure chose à faire avec la science aujourd'hui, c'est de l'utiliser pour explorer le présent. La Terre est la planète alien d'aujourd'hui. »

« […] I felt that I was trying to describe an unthinkable present and I actually feel that science fiction's best use today is the exploration of contemporary reality rather than any attempt to predict where we are going… The best thing you can do with science today is use it to explore the present. Earth is the alien planet now. »
(Extrait d'un entretien accordé sur CNNfn, le 26 août 1997)

## Œuvres

### Trilogie de la Conurb(Sprawl Trilogy)
1. Neuromancien, La Découverte, 1985 ((en) Neuromancer, 1984), trad. Jean Bonnefoy  (ISBN 2-7071-1562-2)Réédition, Au diable vauvert, 2020, trad. Laurent Queyssi (ISBN 979-10-307-0365-8)
2. Comte Zéro, La Découverte, 1986 ((en) Count Zero, 1986), trad. Jean Bonnefoy  (ISBN 2-7071-1620-3)Réédition, Au diable vauvert, 2021, trad. Laurent Queyssi (ISBN 979-10-307-0451-8)
3. Mona Lisa s'éclate, J'ai lu, 1990 ((en) Mona Lisa Overdrive, 1988), trad. Jean Bonnefoy  (ISBN 2-277-22735-8)Réédition sous le titre Mona Lisa disjoncte, Au diable vauvert, 2022, trad. Laurent Queyssi (ISBN 979-10-307-0544-7)

- Coffret réunissant les retraductions de Laurent Queyssi : Trilogie neuromantique, William Gibson, Traduction de Laurent Queyssi, Au diable vauvert, parution le 6 octobre 2022,  (ISBN 9791030705454)

### Trilogie du Pont(Bridge Trilogy)
1. Lumière virtuelle, J'ai lu, 1995 ((en) Virtual Light, 1993), trad. Guy Abadia  (ISBN 2-277-23891-0)
2. Idoru, Flammarion, 1998 ((en) Idoru, 1996), trad. Pierre Guglielmina  (ISBN 2-08-067449-8)
3. Tomorrow's Parties, Au diable vauvert, 2001 ((en) All Tomorrow's Parties, 1999), trad. Philippe Rouard  (ISBN 2-84626-012-5)

### Romans mettant en scène Hubertus Bigend (Blue Ant Trilogy)
1. Identification des schémas, Au diable vauvert, 2004 ((en) Pattern Recognition, 2003), trad. Cédric Perdereau  (ISBN 2-84626-072-9)
2. Code source, Au diable vauvert, 2008 ((en) Spook Country, 2007), trad. Alain Smissi  (ISBN 978-2-84626-156-2)
3. Histoire zéro, Au diable vauvert, 2013 ((en) Zero History, 2010), trad. Doug Headline  (ISBN 978-2-84626-314-6)

### SériePériphérique
1. Périphériques, Au diable vauvert, 2020 ((en) The Peripheral, 2014), trad. Laurent Queyssi  (ISBN 979-1-03-070213-2)
2. Agency, Au diable vauvert, 2021 ((en) Agency, 2020), trad. Laurent Queyssi  (ISBN 979-10-307-0409-9)

### Romans indépendants
- La Machine à différences, Robert Laffont, coll. « Ailleurs et Demain », 1996 ((en) The Difference Engine, 1990), trad. Bernard Sigaud  (ISBN 2-221-08249-4)Écrit avec Bruce Sterling.

### Recueils de nouvelles
- Gravé sur chrome, La Découverte, 1987 ((en) Burning Chrome, 1986), trad. Jean Bonnefoy  (ISBN 2-7071-1701-3) qui contient :
  - Johnny Mnemonic ((en) Johnny Mnemonic, 1981)
  - Fragments de rose en hologramme ((en) Fragments of a Hologram Rose, 1977)
  - Le Genre intégré ((en) The Belonging Kind, 1981)Écrit avec John Shirley.
  - Hinterlands ((en) Hinterlands, 1981)
  - Étoile rouge, blanche orbite ((en) Red Star, Winter Orbit, 1983)Écrit avec Bruce Sterling.
  - Hôtel New Rose ((en) New Rose Hotel, 1981)
  - Le Marché d'hiver ((en) The Winter Market, 1986)
  - Duel aérien ((en) DogFight, 1985)Écrit avec Michael Swanwick.
  - Gravé sur chrome ((en) Burning Chrome, 1982)

### Nouvelles indépendantes
- Le Continuum Gernsback ((en) The Gernsback Continuum, 1981)
- (en) Skinner's Room, 1990

### Autres
- (en) Agrippa (a Book of the Dead), 1992 ;
- William Gibson écrit des articles pour le magazine californien WIRED dès sa première année ;
- (en) Distrust That Particular Flavor, Putnam Adult, 2012Recueil d'articles et de textes publiés - Prix Locus du meilleur livre non-fictif 2013 ;
- Archangel, Glénat Comics, 2018 ((en) Archangel, IDW, 2016)Comics, créée avec Michael St. John Smith ;
- Alien 3 : Le Scénario de William Gibson, Bragelonne, 2022 ((en) Alien 3: The Unproduced Screenplay, 2021)Roman novélisation de Pat Cadigan basé sur le script primitif écrit par William Gibson pour la suite du film Aliens, le retour, titrée Alien³, dont seulement quelques éléments ont été intégré à celui-ci.

## Adaptations audiovisuelles et vidéoludiques
Sauf indication contraire, les informations mentionnées dans cette section peuvent être confirmées par la base de données cinématographiques IMDb,  présente dans la section « Liens externes ».
- 1988 : Neuromancer - jeu vidéo, d'après le roman Neuromancien
- 1993 : The Chaos Engine - jeu vidéo
- 1993 : Tomorrow Calling - court métrage TV, d'après la nouvelle Le Continuum Gernsback
- 1995 : Johnny Mnemonic de Robert Longo - long métrage, d'après la nouvelle du même nom
- 1998 : New Rose Hotel d'Abel Ferrara - long métrage, d'après la nouvelle Hôtel New Rose
- 2022 : Périphériques, les mondes de Flynne (The Peripheral) - série TV, d'après le roman Périphériques